# Нокс (округ, Иллинойс)
Нокс (англ. Knox County) — округ в штате Иллинойс, США. Официально образован в 1825 году. По состоянию на 2010 год, численность населения составляла 52 919 человека.

## География
По данным Бюро переписи США, общая площадь округа равняется 1 864,802 км2, из которых 1 854,442 км2 — суша, и 8,806 км2, или 0,500 % — это водоёмы.

## Население
По данным переписи населения 2000 года в округе проживает 55 836 жителей в составе 22 056 домашних хозяйств и 14 424 семей. Плотность населения составляет 30,00 человек на км2. На территории округа насчитывается 23 717 жилых строений, при плотности застройки около 13,00-ти строений на км2. Расовый состав населения: белые — 89,86 %, афроамериканцы — 6,29 %, коренные американцы (индейцы) — 0,19 %, азиаты — 0,69 %, гавайцы — 0,01 %, представители других рас — 1,57 %, представители двух или более рас — 1,39 %. Испаноязычные составляли 3,40 % населения независимо от расы.
В составе 27,70 % из общего числа домашних хозяйств проживают дети в возрасте до 18 лет, 51,40 % домашних хозяйств представляют собой супружеские пары, проживающие вместе, 10,60 % домашних хозяйств представляют собой одиноких женщин без супруга, 34,60 % домашних хозяйств не имеют отношения к семьям, 29,60 % домашних хозяйств состоят из одного человека, 14,10 % домашних хозяйств состоят из престарелых (65 лет и старше), проживающих в одиночестве. Средний размер домашнего хозяйства составляет 2,33 человека, и средний размер семьи — 2,87 человека.
Возрастной состав округа: 22,00 % — моложе 18 лет, 9,80 % — от 18 до 24, 26,50 % — от 25 до 44, 24,10 % — от 45 до 64, и 24,10 % — от 65 и старше. Средний возраст жителя округа — 39 лет. На каждые 100 женщин приходится 99,20 мужчин. На каждые 100 женщин старше 18 лет приходится 96,60 мужчин.
Средний доход на домохозяйство в округе составлял 35 407 USD, на семью — 44 010 USD. Среднестатистический заработок мужчины был 32 151 USD против 21 662 USD для женщины. Доход на душу населения составлял 17 985 USD. Около 7,70 % семей и 11,10 % общего населения находились ниже черты бедности, в том числе — 16,80 % молодежи (тех, кому ещё не исполнилось 18 лет) и 6,00 % тех, кому было уже больше 65 лет.